# Richárd Weisz
Richárd Weisz (Budapest, 30 d'abril de 1879 - Budapest, 4 de desembre de 1945) va ser un lluitador hongarès que va competir a primers del segle xx.
El 1908 va disputar els Jocs de Londres, on guanyà la medalla d'or de la categoria del pes pesant de lluita grecoromana, després de guanyar a Aleksandr Petrov en la final.
Anteriorment, el 1906, havia disputat els Jocs Intercalats d'Atenes, on quedà eliminat de primer moment en la categoria del pes pesant de programa de lluita.